# Galaxie
«Galaxie» es el primer sencillo extraído del disco Soup de Blind Melon, así como la primera canción de este álbum.

## Significado de la canción
«Galaxie» gira alrededor del Ford Galaxie de 1964 del vocalista Shannon Hoon, aunque también trata su primer amor y su correspondiente ruptura. El título original de la canción era "I'm a Freak", pero Hoon se negó a cantarla porque no le gustaban las letras. A causa de esto, el vocalista salió con su Ford Galaxie a dar un paseo y volvió con la letra de la canción, según el batería de la banda, Glenn Graham.

## Vídeo musical
En el vídeo musical de "Galaxie" aparece el escritor Timothy Leary haciendo un pequeño cameo. El vídeo está pensado alrededor del Ford Galaxie de Hoon, encajando la letra de la canción con las imágenes del mismo. Está considerado como una macabra premonición del futuro de Shannon Hoon: el vocalista estaba colocado mientras grabaron el vídeo, y se comportaba de manera tan extraña que asustó al resto de miembros de la banda. El guitarrista Christopher Thorn dijo: "Me dan ganas de vomitar cuando veo ese vídeo y Shannon se desintegra enfrente tuya".

## Lista de canciones
1. Galaxie 2:52
2. Wilt (Demo) 2:30
3. Car Seat (God's Presents) 2:43
4. Change 3:41